# گودینیه
گودینیه (به لاتین: Godinje) یک منطقهٔ مسکونی در مونته‌نگرو است که در شهرداری بار واقع شده‌است. گودینیه ۴۹ نفر جمعیت دارد.